# 1399 w polityce

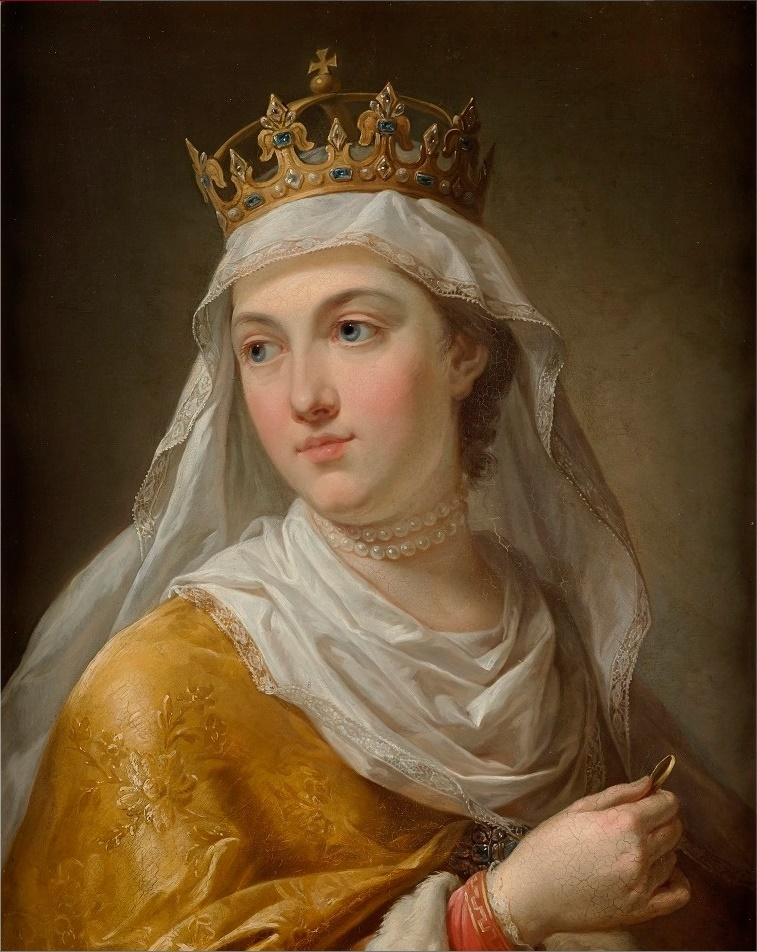
Marcelo Bacciarelli, Królowa Jadwiga

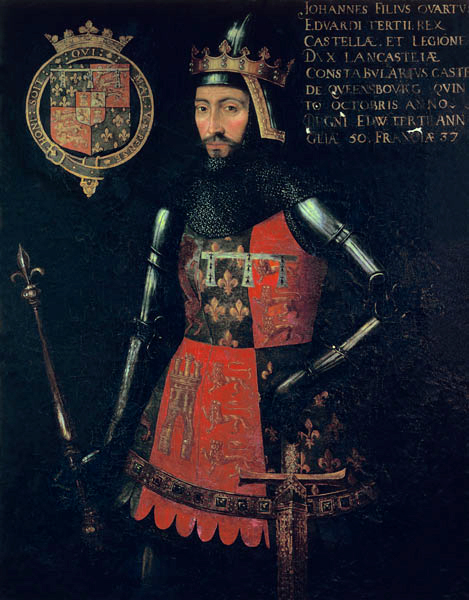
Jan z Gandawy

Wydarzenia polityczne w 1399 roku.

## Wydarzenia
- 12[1] lub 16 sierpnia[2] – Bitwa nad Worsklą. Książę Witold ponosi klęskę w walce z Tatarami.
- 30 września – Ryszard II, król Anglii zostaje zdetronizowany[3].
- 13 października – Henryk IV Lancaster obejmuje tron Anglii[4][5].

## Urodzili się
- 16 marca Xuande, cesarz Chin z dynastii Ming, panujący w latach 1425-1435[6].
- 22 czerwca Elżbieta Bonifacja, córka Jadwigi Andegaweńskiej i Władysława II Jagiełły (zm. 13 lipca tegoż roku)[7].

## Zmarli
- 3 lutego – Jan z Gandawy, angielski książę[8].
- 11 lipca Henryk VII z Blizną, książę brzesko-oławski.
- 17 lipca – Jadwiga Andegaweńska, królowa Polski[9].
- 12 lub 16 sierpnia – Spytek Melsztyński (zm. 1399), wojewoda krakowski, ginie nad Worsklą.
- 12 lub 16 sierpnia – Stefan I, hospodar mołdawski, ginie nad Worsklą.
- 12 lub 16 sierpnia – Andrzej Olgierdowic, zwany Garbatym, ginie nad Worsklą.
- 1 listopada Jan V Zdobywca, książę Bretanii[10].